# Elecciones generales de Puerto Rico de 1928
Se realizaron elecciones generales en Puerto Rico el 6 de noviembre de 1928. Debido a que las elecciones se realizaron bajo el gobierno colonial de los Estados Unidos, el gobernador era designado por el presidente de los Estados Unidos.
Las alianzas preelectorales y candidaturas comunes son prohibidas, por lo cual el partido Unión de Puerto Rico y el Partido Republicano se fusionan en la Alianza Puertorriqueña mientras que el Partido Socialista y un grupo de disidentes del partido republicano (llamados Republicano Puro, le fue negada la utilización del nombre y utilizó el de Constitucional Histórico) se fusionaron en Socialista-Constitucional. Fueron las 4.ª elecciones bajo la estadounidense Ley Jones que deroga la Ley Foraker, entre los cambios que trae esta nueva ley se encuentran: la institucionalización del Senado con 19 miembros y el aumento en la Cámara de Delegados que de ahora en adelante se llamará Cámara de Representantes de 35 a 39 miembros. La participación cae debido a que el voto obligatorio fue abolido. El sufragio fue censitario, solo hombres mayor de 21 años con propiedades.